# August Zarnack
Joachim August Christian Zarnack (* 21. September 1777 in Mehmke; † 11. Juni 1827 in Potsdam) war ein deutscher Prediger, Pädagoge und Volksliedsammler. 

## Leben und Werk
Nach dem Theologiestudium in Halle (Saale) wurde Zarnack Prediger und Lehrer der höheren Mädchenschule in Beeskow. 1815 wurde Zarnack als Erziehungsdirektor des „Großen Waisenhauses zu Potsdam“ eingesetzt (früher „Königlich Potsdamsches Großen Militär-Waisenhaus und sein Mädchenhaus zu Schloss Pretzsch“). 1822 wurde er in einen Skandal verwickelt und zeitweise suspendiert.
Zarnack schrieb 1819/20 das tragische Liebeslied O Tannenbaum in Anlehnung an das schlesische Volkslied Ach Tannenbaum aus dem 16. Jahrhundert, dessen erste Strophe 1824 von Ernst Anschütz in das Weihnachtslied O Tannenbaum übernommen wurde.

## Werke
- Deutsche Volkslieder Band I, Berlin 1818 (Digitalisat); Band II, Berlin 1820  (Digitalisat)
- Weisenbuch zu den Volksliedern für Volksschulen, 2 Bände 1819/20 (Digitalisat in der Google-Buchsuche)
- Deutsche Sprichwörter zu Verstandesübungen für die Schulen bearbeitet. Maurer, Berlin 1820 (Digitalisierte Ausgabe der Universitäts- und Landesbibliothek Düsseldorf)
- Aehrenkranz deutscher Volksmährchen. Mittler, Berlin/Posen/Bromberg 1828 (Digitalisat in der Google-Buchsuche)
- zahlreiche pädagogische Schriften und Liedersammlungen

Lieder
- Ich hab die Nacht geträumet
- O Tannenbaum (Liebeslied) (Vorlage für das gleichnamige Weihnachtslied)